# Rubén Morán
Rubén Morán (Montevideo, 6 agosto 1930 – Montevideo, 10 gennaio 1978) è stato un calciatore uruguaiano, di ruolo ala sinistra. Campione del mondo con la Nazionale uruguaiana nel 1950.

## Carriera
Cresciuto nel Cerrito, passò poi al Cerro. Fu convocato per la prima volta in Nazionale per i Mondiali del 1950. Durante il Mondiale disputò solo una partita: a causa dell'infortunio dell'ala sinistra titolare Ernesto Vidal, giocò la finale passata alla storia come Maracanazo.

## Palmarès

### Nazionale
- Campionato mondiale: 1

Brasile 1950